# Contea di Baofeng
La contea di Baofeng (宝丰县S, Bǎofēng XiànP) è una contea della Cina, situata nella provincia di Henan e amministrata dalla prefettura di Pingdingshan.